# Leone Giraldoni
Leone Giraldoni (París, hacia 1824 - Moscú, 19 de septiembre de 1897) fue un barítono italiano. Particularmente conocido por sus interpretaciones en papeles verdianos, participó en los estrenos de Simón Boccanegra y Un ballo in maschera.

## Biografía
Giraldoni estudió en Florencia con Luigi Ronzi y debutó como el Sumo Sacerdote en Saffo, de Pacini (Lodi, 1847), cantando posteriormente en Florencia y en la ópera de Budapest. Debutó en La Scala de Milán como Il Conte di Luna en Il trovatore, en 1850. En 1859-60 estuvo contratado en San Petersburgo y en 1860 se presentó en el Teatro Real de Madrid (I vespri siciliani), donde cantó sucesivamente en varias temporadas, destacando el Don Carlo de La forza del destino, en el estreno local de la ópera (1863), con Verdi supervisando los ensayos. En 1877, en La Scala, cantó el Figaro en una inolvidable representación de El barbero de Sevilla junto a Adelina Patti como Rosina, Ernesto Nicolini como Almaviva y Giovanni Zucchini como Bartolo.
Durante su larga carrera se hizo particularmente conocido como intérprete de los papeles de barítono de las óperas de Verdi. Fue elegido por el compositor para crear el papel de Simón Boccanegra en el estreno de la primera versión de la ópera (La Fenice de Venecia, 1857) y el de Renato en Un ballo in maschera (Teatro Apollo de Roma, 1859). Otros estrenos destacados en los que participó fueron Mazeppa, de Carlo Pedrotti (Bolonia 1861), Salvator Rosa, de Carlos Gomes (Génova, 1874), y la reconstrucción de Il duca d'Alba, de Donizetti (Roma, 1882).
Su última representación escénica fue en Don Giovanni d'Austria, de Filippo Marchetti, en el Teatro Costanzi de Roma, in 1885. Tras su retirada se dedicó a la enseñanza del canto, primero en Milán, y desde 1891 en el Conservatorio de Moscú.
Referencias contemporáneas describen su voz como cálida, suave y homogénea. Se le consideraba como un eficiente actor, con una noble presencia escénica y bello fraseo, cualidades que le hicieron uno de los barítonos favoritos de Verdi.
Giraldoni se casó con la conocida soprano y violinista Carolina Ferni. Su hijo, Eugenio Giraldoni (1870–1924), también se convirtió en un destacado barítono, como su padre. En Roma, en 1900, Eugenio creó el papel del Barón Scarpia en Tosca, de Puccini.
Leone Giraldoni publicó dos tratados de canto:
- Guida teorico-pratica ad uso dell'artista-cantante, Bolonia, 1864 (con una segunda edición revisada y ampliada en 1884)
- Compendium, Metodo analítico, filosofico e fisiologico per la educazione della voce, Milan, Ricordi, 1889.